# Bìm hoa to
Bìm hoa to (danh pháp: Ipomoea macrantha) là một loài thực vật có hoa trong họ Bìm bìm. Loài này được (Kunth) G. Don mô tả khoa học đầu tiên năm 1838.

## Hình ảnh

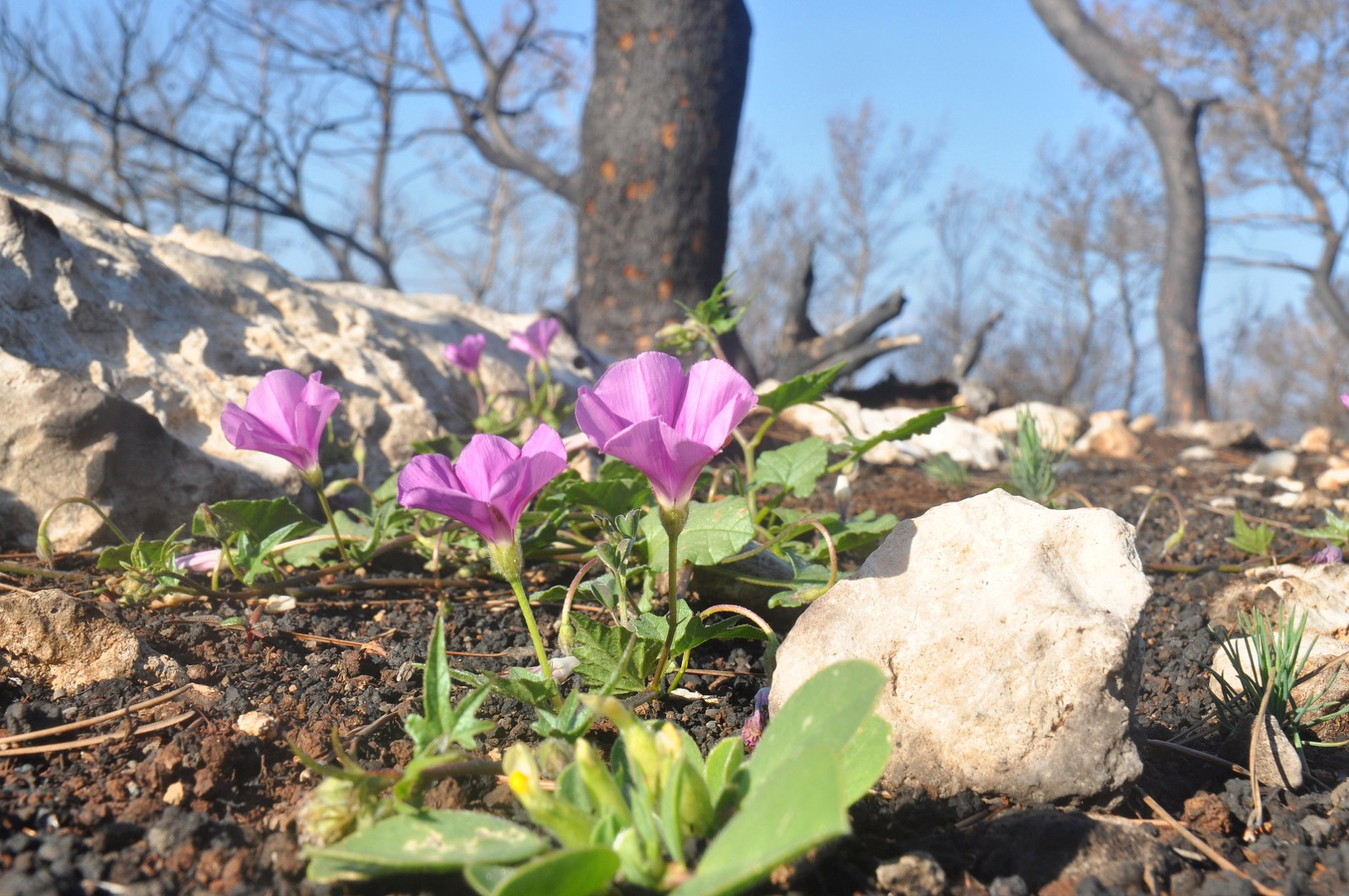
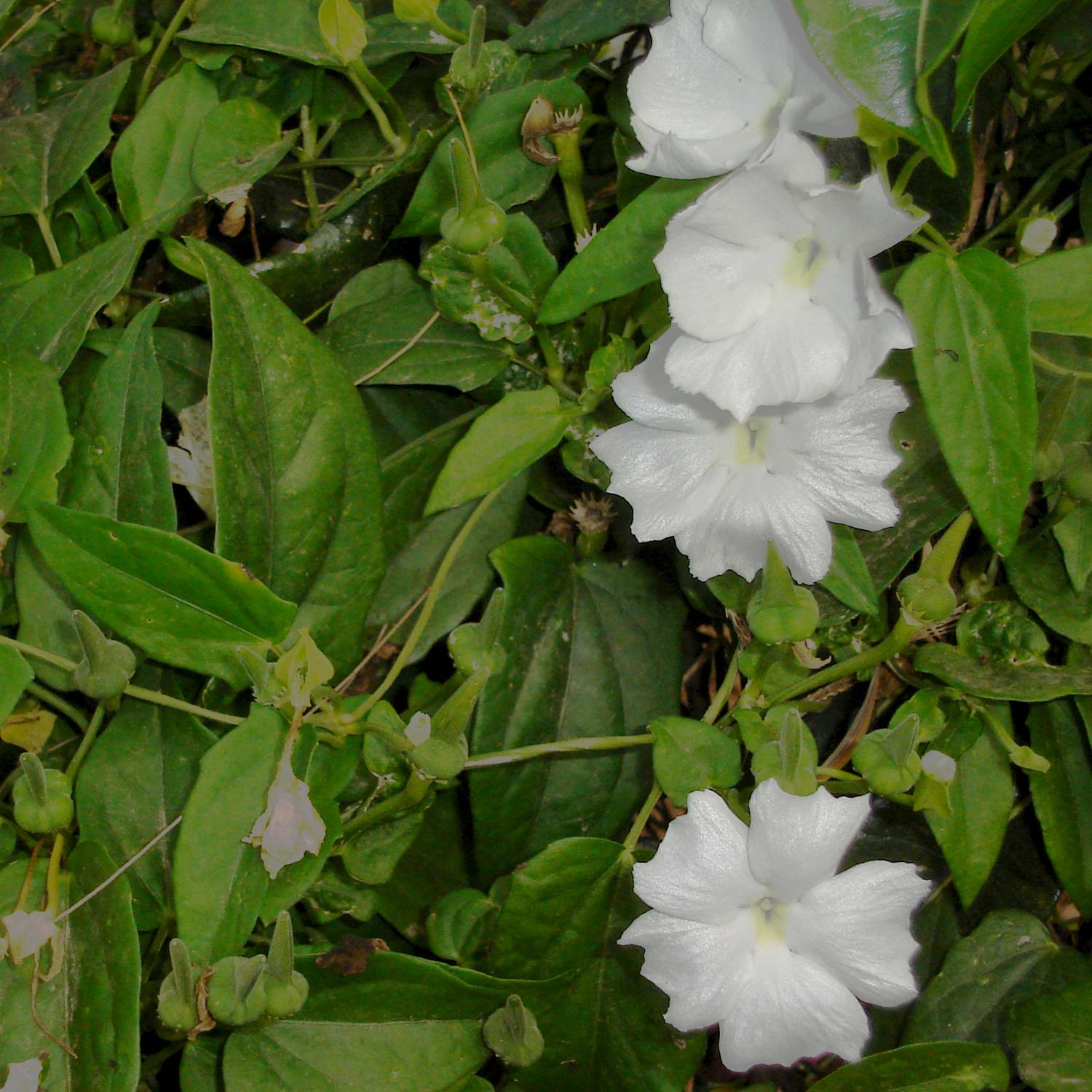